# Tylko ja
Tylko ja (hiszp. La herida) – hiszpański dramat filmowy z 2013 roku w reżyserii Fernando Franco, będący jego pełnometrażowym debiutem reżyserskim. Zdjęcia kręcono w San Sebastián i w Madrycie.
Światowa premiera filmu odbyła się we wrześniu 2013 roku, w ramach 60. MFF w San Sebastián. Następnie film był prezentowany na międzynarodowych festiwalach filmowych m.in. w Londynie, Sztokholmie i Mar del Plata.
Polska premiera obrazu miała miejsce 21 marca 2015 roku w ramach Tygodnia Kina Hiszpańskiego.

## Obsada
- Marian Álvarez jako Ana
- Rosana Pastor jako Matka Any
- Manolo Solo jako Jaime
- Andrés Gertrúdix jako Álex
- Ramón Agirre jako Ojciec Any
- Ramón Barea jako Martín
- Patricia López jako Sandra

i inni

## Nagrody i nominacje
27. ceremonia wręczenia Europejskich Nagród Filmowych
- nominacja: Najlepsza Europejska Aktorka − Marian Álvarez
- nominacja: Europejskie Odkrycie Roku − Fernando Franco

28. ceremonia wręczenia nagród Goya
- nagroda: najlepsza aktorka − Marian Álvarez
- nagroda: najlepszy debiut reżyserski − Fernando Franco
- nominacja: najlepszy film − Fernando Franco
- nominacja: najlepszy scenariusz oryginalny − Fernando Franco i Enric Rufas
- nominacja: najlepszy montaż − David Pinillos
- nominacja: najlepszy dźwięk − Aitor Berenguer, Jaime Fernández i Nacho Arenas

60. MFF w San Sebastián
- nagroda: Srebrna Muszla dla najlepszej aktorki − Marian Álvarez
- nagroda: Specjalna Nagroda Jury − Fernando Franco
- nominacja: Złota Muszla − Fernando Franco